# Ruozanburgtor
Das Ruozanburgtor war ein Tor der Arnulfinischen Stadtmauer in Regensburg, die um 920 unter Herzog Arnulf I. im Zuge einer westlichen Erweiterung der Stadt errichtet wurde. 

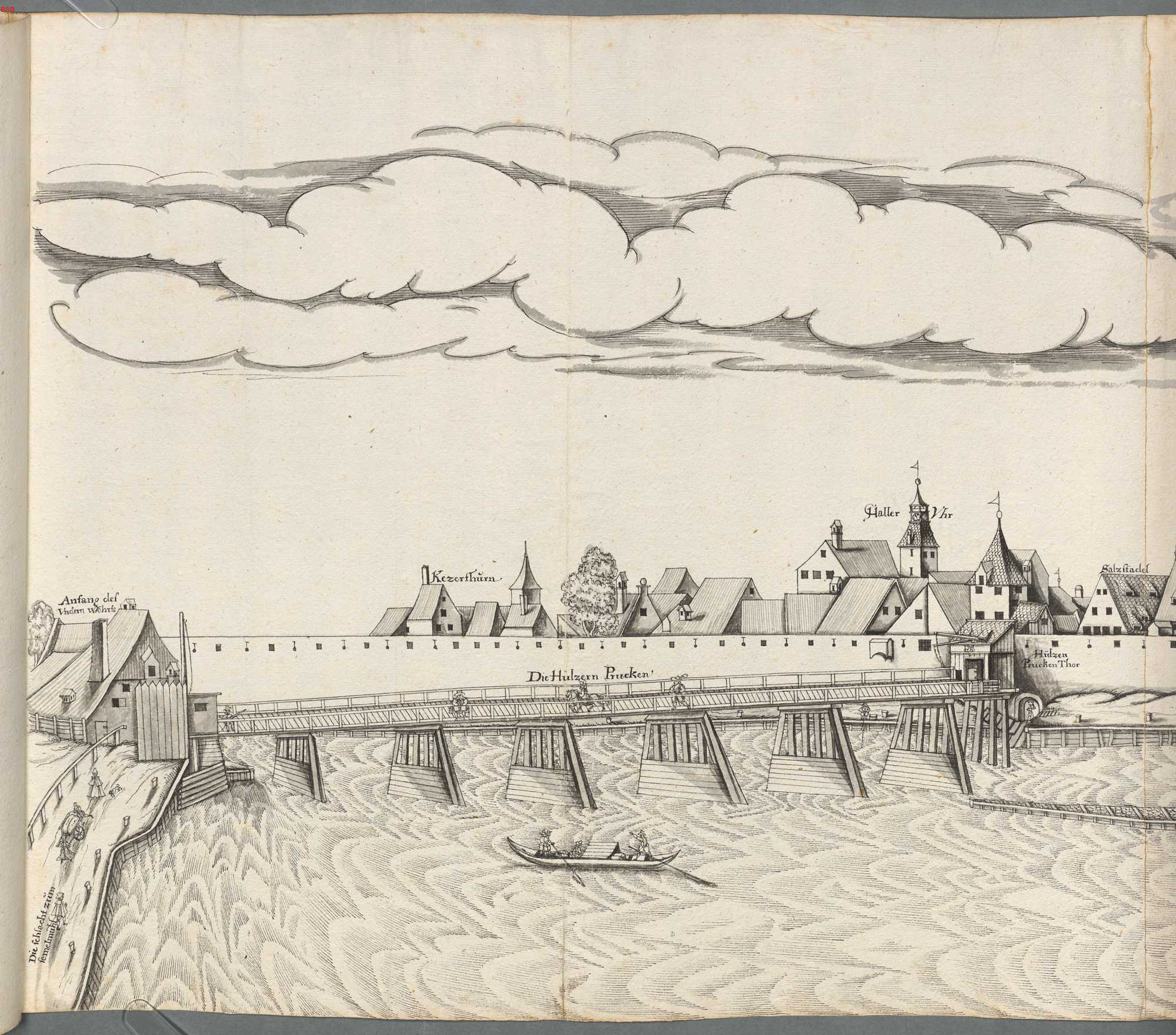
1630 Blick von Donau auf Stadtmauer östlich, Brücke auf den Unteren Wöhrd, Hintergrund Haller-Uhrturm

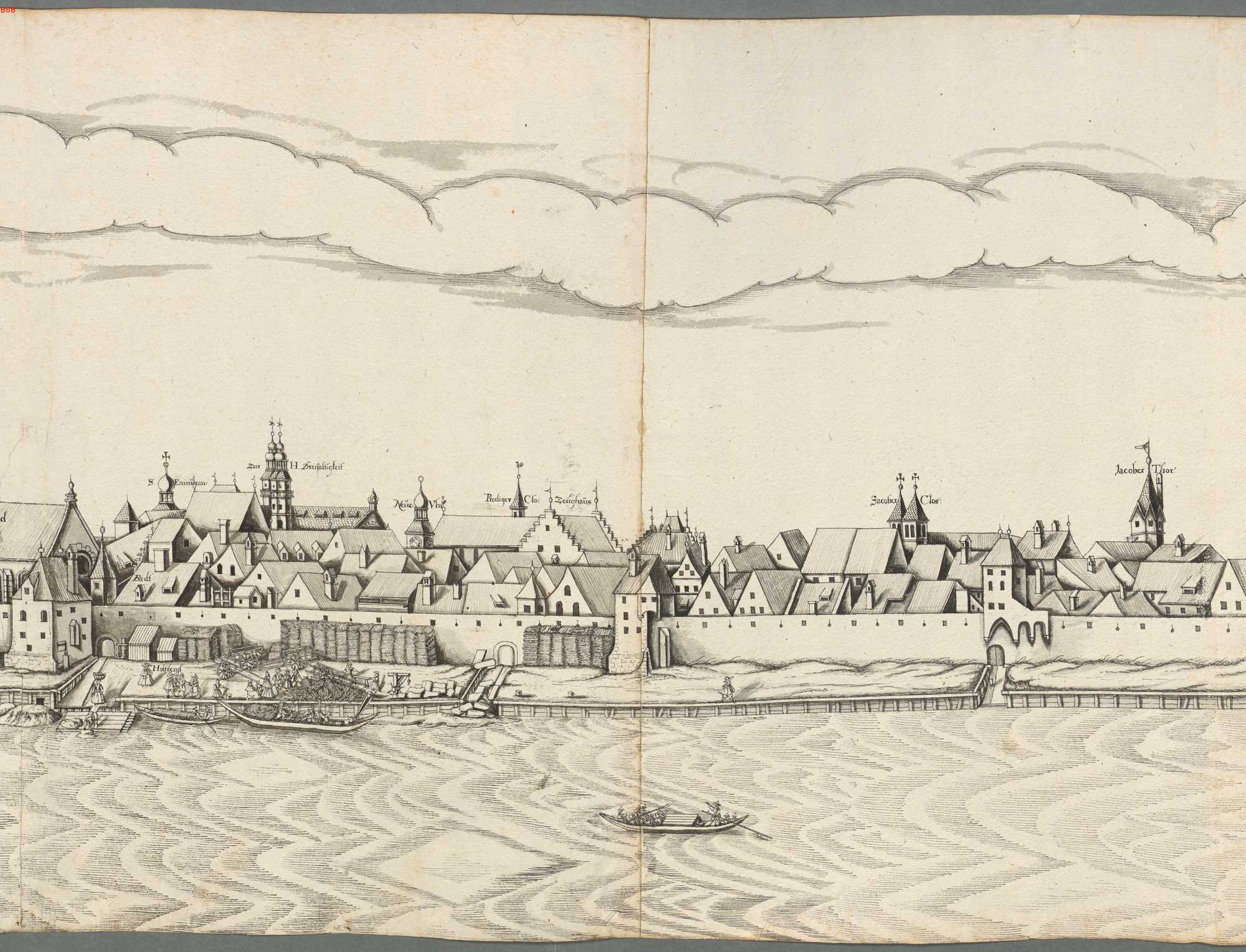
1630 Blick von Donau auf Stadtmauer westlich, mit Türmen Dreieinigkeitskirche, rechts davon Uhrturm Neue Uhr

Beim Bau der Arnufinischen Stadtmauer wurde um 920 die Westmauer des damals noch existierenden Römerlagers Castra Regina abgerissen und ca. 400 m nach Westen verlagert, um die außerhalb der Römermauer entstandenen Ansiedlungen in die Stadt einzubinden. Die Arnufinische Stadtmauer begann an der Donau bei der heutigen Kirche St. Oswald, verlief entlang der heutigen Straße Weißgerbergraben, zur Einmündung der damaligen die Altstadt querenden Ost-West-Straße (heute Ludwigsstraße). Am westlichen Ende der Straße entstand das Ruozanburgtor, das auf einen großen Platz hinausführte, in dem damals die beiden heutigen Plätze Arnulfsplatz und Bismarckplatz noch vereint waren. Die Mauer verlief weiter am Rand diesen Platzes nach Süden und folgte dabei dem Verlauf der heutigen Drei-Mohren-Straße und dem Beraiterweg über den Ägidienplatz, zum  Kloster St. Emmeram,  das umschlossen wurde. Dabei ist zu bedenken, dass die heute vorhandenen großen Baukörper vom heutigen Schloss St. Emmeram noch nicht vorhanden waren. Nach der Umrundung von St. Emmeram  verlief die Mauer  nach Osten, der heutigen Straße St. Petersweg folgend, um das damalige, im Vergleich zu heute viel weiter nordöstlich gelegene  Alte Emmeramer Tor an die neue  Mauer des erweiterten ehemaligen Römerlagers anzuschließen.
Dem Ruozanburgtor am westlichen Ende der heutigen Ludwigstraße, die zuvor Auerstraße und dann Goldene-Arm-Straße hieß, entsprach am östlichen Ende der Ost-West-Straße das Hallertor am Ende der heutigen Straße Unter den Schwibbögen. Dort war damals noch die Mauer des Römerlagers vorhanden und dort setzte dann die östliche Stadterweiterung ein und es entstand die Ostengasse. 
400 Jahre später um 1320 nach der erneuten östlichen und westlichen Stadterweiterung und dem Bau der neuen mittelalterlichen Stadtmauer, die die neuen Stadtviertel umschloss, verloren die beiden alten Stadttor-Türme der Arnulfinischen Mauer ihre Bedeutung als Tore. Sie wurden um 1500 umgebaut zu Uhrentürmen, im Westen genannt „Neue Uhr“ und im Osten „Haller Uhr“. Diese beiden Uhrentürme prägten das Stadtbild bis zu ihrem Abriss Mitte des 19. Jahrhunderts nachhaltig.
Das ehemalige Ruozanburgtor, bzw. der daraus entstanden Uhrenturm „Neue Uhr“ wurde im Rahmen einer späteren Baumaßnahme in ein umfangreiches Hausensemble eingebunden. Dieses Hausensemble bestand aus einem die Straße abschließenden großen Giebelhaus mit einer tonnengewölbten schmalen Hausdurchfahrt, die auf den großen Platz (nach 1803 genannt „Unterer Jacobshof“, später Arnulfsplatz) führte. Dieses Hausensemble wurden mit dem Uhrenturm 1830 abgebrochen in Vorbereitung auf einen Besuch von König  Ludwig I., der die nach ihm neu benannte Straße einweihen sollte. Die Straße sollte für den König ohne behindernde Hausdurchfahrt auf den Arnulfsplatz führen und der Uhrturm sollte nicht die Sicht auf die Fassaden der Bürgerhäuser auf dem Arnulfsplatz behindern. In der Bevölkerung wurde zwar die Beseitigung des engen und dunklen Hausdurchgangs begrüßt, der Abriss des „Thurms zur Neuen Uhr genannt, der durch seine Bauart, oben beynahe dicker als unten, als auch durch sein Alter merkwürdig war“ wurde bedauert. Heute finden sich am Ort des ehemaligen Ensembles aus Uhrenturm und Giebelhaus mit Durchgang die Häuser mit den Hausnummern Ludwigstraße 7 und 8.